# Serra de Sarinyana
La Serra de Sarinyana és una serra situada al municipi de Bassella a la comarca de l'Alt Urgell, amb una elevació màxima de 942 metres.